# Кузнецова, Мария Александровна (актриса)
Мария Александровна Кузнецова (1899, Наманган, Ферганская область — 20 января 1956, Ташкент) — советская театральная актриса. Русская по национальности, она была одной из первых актрис узбекского национального театра, соратница Хамзы Ниязи. Народная артистка Узбекской ССР (1939). Посмертно награждена высшей наградой Узбекистана — орденом «За выдающиеся заслуги» (2001).

## Биография
Родилась в 1899 году в Намангане. Русская. Её отец в молодости переехал из центральной России, был механиком, работал на хлопкоочистительных заводах. Младшая из троих детей, у неё было два старших брата. Выросла в махалле, с детства знала узбекский язык, узбекские народные песни и танцы.
В 1917 году поступила работать машинисткой в Наманганский совет мусульманских депутатов, когда работники совета решили поставить любительский спектакль вступила в члены драматического кружка, предварительно попросив кружковцев держать это в тайне. В 1918 году поэт Хамза предложил ей вступить в создаваемую им краевую разъездную мусульманскую политическую-труппу при мусульманской секции политотдела Туркестанского фронта; с этой труппой на агитпоезде «Красный Восток» выступала на фронте.
До неё женские роли в узбекском театре исполнялись мужчинами, Кузнецова была одной из первых исполнительниц женских ролей, в пьесах Хамзы она играла Фатиму («Наказание клеветников»), Марьям («Отравленная жизнь»), Джамиля («Бай и батрак»), женские роли в «Ферганских трагедиях».
После войны работала в Кокандском и Ферганском театрах, а в 1926 году была приглашена в Самарканд в «Образцовую краевую драматическую труппу».
С 1929 года — актриса Узбекского драматического театра им. Хамзы.
Исполняла характерные роли, проявляя яркую самобытность, колоритность, бытовую конкретность исполнительской манеры: Кумушбиби («Два коммуниста» Камиля Яшена, 1929), Анна Андреевна («Ревизор» Гоголя, 1930). Большой отличительной силой выделялось её исполнение ролей Хаджи («Бай и батрак» Хамзы, 1939) и Кабанихи («Гроза» Островского, 1938, 1955). Её творчеству была присуща и сатирическая острота — старуха («Сказка о рыбаке и рыбке» по Пушкину, 1948), Бессеменова («Мещане» Горького, 1954), и обаятельные народные характеры — роли Майсары («Проделки Майсары» Хамзы, 1939), роль Холнисо («Шелковое сюзане» Абдуллы Каххара, 1952) — за последнюю представлялась к Сталинской премии 3 степени, но премия в тот год вручена не была.
Умерла в 1956 году в Ташкенте, похоронена на Мемориальном кладбище «Чигатай».

## Награды, признание, память
- Народная артистка Узбекской ССР (1939).
- Награждена орденами Трудового Красного Знамени (1951)[1] и «Знак Почёта» и медалями.
- Медаль «За трудовое отличие» (1945)[2].
- В 2001 году, посмертно, награждена высшей наградой Узбекистана — орденом «За выдающиеся заслуги».

## В культуре
Является прототипом главной героини фильма «Родившийся в грозу» («Наташа-ханум») снятого в 1965 году на киностудии «Узбекфильм» режиссёром Латифом Файзиевым.